# Paul Nioze
Paul Roger Nioze (19 marzo 1967) è un ex triplista seychellese.

## Biografia
Nioze ha esordito nei salti in estensione nei campionati nazionali nel 1987, vincendo due medaglie d'oro. Due anni più tardi ha debuttato sulla platea internazionale principalmente gareggiando nel salto triplo. Oltre ai successi in territorio africano, come la storica medaglia d'argento ai Giochi panafricani, Nioze ha gareggiato a molte competizioni mondiali, tra cui figurano le due partecipazioni consecutive ai Giochi olimpici di Barcellona 1992 e di Atlanta 1996.
Eletto sportivo seychellese dell'anno 1996, Nioze si è ritirato dalle competizioni nel 2000.
Terminata la carriera agonistica, Nioze è diventato manager dell'Agenzia mondiale antidoping nella regione africana dell'Oceano Indiano.

## Record nazionali
- Salto triplo: 16,80 m ( Antananarivo, 27 agosto 1990)

## Palmarès
| Anno | Manifestazione                     | Sede         | Evento       | Risultato | Prestazione | Note                          |
| ---- | ---------------------------------- | ------------ | ------------ | --------- | ----------- | ----------------------------- |
| 1989 | Giochi della Francofonia           | Casablanca   | Salto triplo | 5º        | 16,32 m     |                               |
| 1989 | Campionati africani                | Lagos        | Salto triplo | Bronzo    | 16,74 m     |                               |
| 1990 | Giochi del Commonwealth            | Auckland     | Salto triplo | 8º        | 16,25 m     |                               |
| 1991 | Mondiali                           | Tokyo        | Salto triplo | 32º (q)   | 15,72 m     |                               |
| 1991 | Giochi panafricani                 | Il Cairo     | Salto triplo | Argento   | 16,50 m     |                               |
| 1992 | Giochi olimpici                    | Barcellona   | Salto triplo | 22º (q)   | 16,32 m     |                               |
| 1993 | Campionati africani                | Durban       | Salto triplo | Bronzo    | 16,11 m     |                               |
| 1995 | Mondiali indoor                    | Barcellona   | Salto triplo | 21º (q)   | 15,78 m     | Miglior prestazione personale |
| 1995 | Mondiali                           | Göteborg     | Salto triplo | 29º (q)   | 15,71 m     |                               |
| 1996 | Campionati africani                | Yaoundé      | Salto triplo | Oro       | 16,52 m     |                               |
| 1996 | Giochi olimpici                    | Atlanta      | Salto triplo | 39º (q)   | 15,63 m     |                               |
| 1997 | Campionati dell'Africa meridionale | Durban       | Salto triplo | Oro       | 16,37 m     |                               |
| 1997 | Mondiali                           | Atene        | Salto triplo | 35º (q)   | 15,79 m     |                               |
| 1997 | Giochi della Francofonia           | Antananarivo | Salto triplo | 4º        | 16,41 m     |                               |
| 1998 | Giochi del Commonwealth            | Kuala Lumpur | Salto triplo | 9º        | 15,83 m     |                               |
| 1999 | Giochi panafricani                 | Johannesburg | Salto triplo | 8º        | 15,37 m     |                               |